# Département de l'Énergie et du Changement climatique
Pour les articles homonymes, voir Département de l'Énergie.
Le département de l'Énergie et du Changement climatique (Department of Energy and Climate Change, ou abrégé DECC, en anglais) est un ancien département exécutif du gouvernement britannique qui gère la politique énergétique et la lutte contre le réchauffement climatique. Il est dirigé par le secrétaire d'État à l'Énergie et au Changement climatique.

## Histoire
Créé le 3 octobre 2008 par le Premier ministre travailliste Gordon Brown pour reprendre les attributions du département des Affaires (énergie) et du département de l'Environnement, de l'Alimentation et des Affaires rurales (changement climatique), le DECC ne doit pas être confondu avec l'ancien département de l'Énergie, dissous en 1992.
Depuis 2015, la secrétaire d'État est fille d'une ancienne marquise, le très hon. Amber Rudd, députée conservatrice.
Le ministère a publié un livre blanc en juillet 2009 qui présentait ses propositions et plans dans le domaine de l'énergie et du changement climatique.
Il disparaît en 2016 lors de sa fusion avec le département des Affaires, de l'Innovation et des Compétences.

## Missions
Le département de l'Énergie a pour objectif d'obtenir des engagements au niveau mondial pour éviter les conséquences néfastes du réchauffement climatique, d'assurer la réduction des gaz à effet de serre au Royaume-Uni, ainsi qu'un approvisionnement en énergie sûr, de promouvoir des politiques énergétiques et climatiques justes au Royaume-Uni et dans le monde, de s'assurer de la possibilité de maintenir la croissance économique dans un avenir faible en dioxyde de carbone, et de gérer l'énergie avec efficacité et sécurité.
La décentralisation de la politique énergétique varie à l'intérieur du Royaume-Uni : la plupart des décisions sont prises à Westminster, mais certains aspects non dévolus (reserved and excepted matters) sont gérés ainsi :
- en Écosse, le gouvernement dévolu se charge des domaines du charbon, l'efficacité énergétique, l'électricité, l'énergie nucléaire, le pétrole et du gaz ;
- au Pays de Galles, d'après les termes de la décentralisation galloise, les domaines d'action spécifiques sont transférés à l'Assemblée nationale du Pays de Galles (National Assembly for Wales), plutôt que réservé à Westminster ;
- en Irlande du Nord, le département de l'Économie est responsable de la politique énergétique générale, à l'exception de l'énergie nucléaire.

## Direction du ministère
La secrétaire d'État (Secretary of State) du DECC siège donc de droit au Cabinet, assistée par une ministre d'État (Minister of State).
L'équipe ministérielle du DECC est ainsi hiérarchisée :
- Secrétaire d'État
  - Ministre d'État
    - Sous-secrétaire d'État parlementaire à la Chambre des lords
- Secrétaire permanent